# Yi Kwang-su
Yi Kwang-su (1892 – 1950) fue un escritor y activista surcoreano que trabajó por la independencia de Corea. Sus seudónimos literarios son Chunwon y Goju.

## Biografía
Es famoso entre otras cosas por haber escrito la primera novela moderna coreana Sin corazón. Yi Kwangsu nació como Yi Boyeong el 1 de febrero de 1892. Se quedó huérfano a los diez años y creció con creyentes de Donghak. En 1904, a consecuencia de la Revolución Campesina Donghak, se mudó a Seúl para evitar a las autoridades. En 1905 fue a Japón a estudiar. Después de regresar a Corea en 1913 fue profesor en Jeongju.
En 1919 se mudó a Shanghái y trabajó para el Gobierno Provisional de la República de Corea y fue el presidente de El independiente, un periódico editado en Shanghái. Volvió a Corea y fundó la Alianza de Automejora, sobre la base de la educación y la autoayuda. Desde 1924 hasta 1934 trabajó como periodista para varios periódicos, incluyendo dos que aún hoy existen, el Dong-a Ilbo y el Chosun Ilbo.

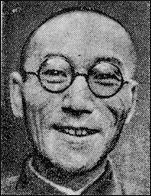
Yi Kwang-su (En 1942)

Después de la guerra de Corea, el Comité Especial para la Investigación de Actividades Antinacionalistas lo acusó de colaboracionista con los japoneses. En 1950 fue capturado por el ejército norcoreano y murió en Manpo el 25 de octubre, probablemente de tuberculosis.

## Obra

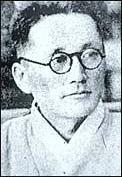
Yi Kwang-su

Yi Kwang-su fue un escritor de ficción y ensayista. Sus ensayos se centraron originalmente en la necesidad de una conciencia social. Sus obras de ficción son de las primeras en la literatura moderna coreana y es conocido por su novela Sin corazón. Sin corazón es una descripción de las encrucijadas en las que se encontraba Corea, encallada entre la tradición y la modernidad y en conflicto entre las realidades sociales y los ideales tradicionales. 
Su carrera se puede dividir en tres periodos. El primer periodo (en el que publicó Sin corazón) de 1910 a 1919, ataca a la sociedad tradicional coreana y defiende una Corea con una visión del mundo más moderna. Desde principios de la década de 1920 a la década de 1930 se transformó en un denodado nacionalista y publicó el controvertido ensayo "Sobre la conciencia nacional", en el que propugna una revisión moral de Corea y culpa a los coreanos de ser derrotistas. En el tercer periodo, desde 1930 en adelante, coincide con su conversión al budismo, por lo que su trabajo también adquiere un tono religioso. Este fue el periodo en que empezó a colaborar con Japón.
Su advocación literaria fue tan variada como la política. En un famoso caso, se hizo amigo de la escritora Kim Myongsun, considerada como de la corriente de la "nueva mujer", y luego la abandonó porque sus propias opiniones sobre el modernismo habían cambiado.

## Obras
- El sacrificio de un pequeño (어린 희생)
- Sin corazón (무정)
- Renacimiento (재생)
- La tristeza de un niño (소년의 비애)
- El pionero (개척자)
- Analfabetismo (무명)
- La tierra (흙)
- El príncipe Maui (마의태자)
- La triste historia de Danjong (단종애사)
- Con corazón (유정)
- Amor (사랑)
- El rey Sejo de Joseon (세조대왕)
- La mujer de un revolucionario (혁명가의 아내)
- El paraíso de la pasión (애욕의 피안)
- La abuela (할멈)
- Gashil (가실 嘉實)
- Mi confesión (나의 고백)
- El venerable monje Wonhyo (원효대사)
- La muerte de Yi Chadon (이차돈의 죽음)
- Biografía de Yi Sunsin (전기 이순신)
- Biografía de Ahn Changho (전기 안창호)